# Skanska
Skanska AB ist ein multinationales Bauunternehmen aus Schweden, gelistet an der Börse in Stockholm. Der Hauptsitz der Firma befindet sich in Solna. Das Unternehmen ist in Skandinavien, Großbritannien, Polen, Tschechien, den USA und in Lateinamerika tätig.
Skanska AB beschäftigt etwa 43.000 Mitarbeiter weltweit, 2006 waren es noch 54.000 Mitarbeiter.

## Firmengeschichte
Die Firma wurde 1887 als Skånska cementgjuteriet (Schonische Zementgießerei) von Rudolf Fredrik Berg gegründet und begann mit der Herstellung einzelner Baumittelprodukte. Schnell entwickelte es sich in ein Bauunternehmen und innerhalb von zehn Jahren erhielt das Unternehmen seinen ersten internationalen Bauauftrag. Der Konzern spielte eine bedeutende Rolle in der Errichtung der schwedischen Infrastruktur, inklusive Straßen, Energiewerke, Bürogebäude und Häuser.
Dem Wachstum in Schweden folgte eine internationale Expansion. Mitte der 1950er Jahre entschied sich das Unternehmen zum großen Schritt in die internationalen Märkte. In den folgenden Jahrzehnten drang es in die Märkte von Südamerika, Afrika und Asien ein und 1971 erfolgte der Schritt in den Markt der Vereinigten Staaten, wo es im Bausektor zu den größten gehört. 1984 wurde der Name Skanska, der schon vorher gebräuchlich war, der offizielle Name des Konzerns.

Logo der zusammen mit Ikea verkauften BoKlok-Fertighäuser

1997 übernahm Skanska das schwedische Unternehmen Göinge Mekaniska, einem großen Hersteller von Stahlkonstruktionen.

## Projekte (Auswahl)
- Alssundbroen (Konsortium) (1978–1981)
- Öresundbrücke (Konsortium) (1995–1999)
- 30 St Mary Axe (2001–2004)
- Złote Tarasy (2002–2007)
- MetLife Stadium (2007–2010)
- Heron Tower (2007–2011)
- IND Second Avenue Line Phase 1 (Konsortium) (2007–2017)

## Galerie

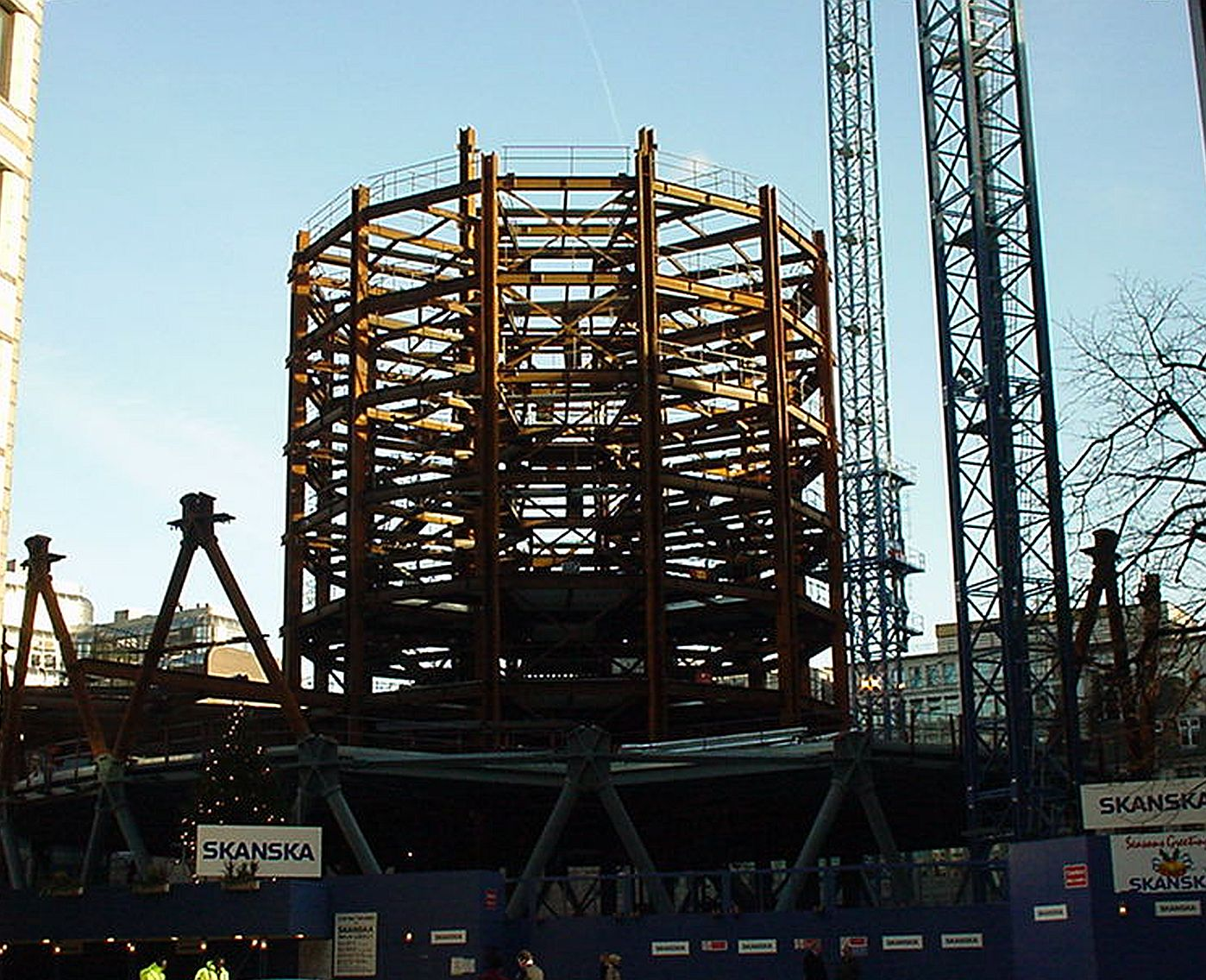
30 St Mary Axe, City of London
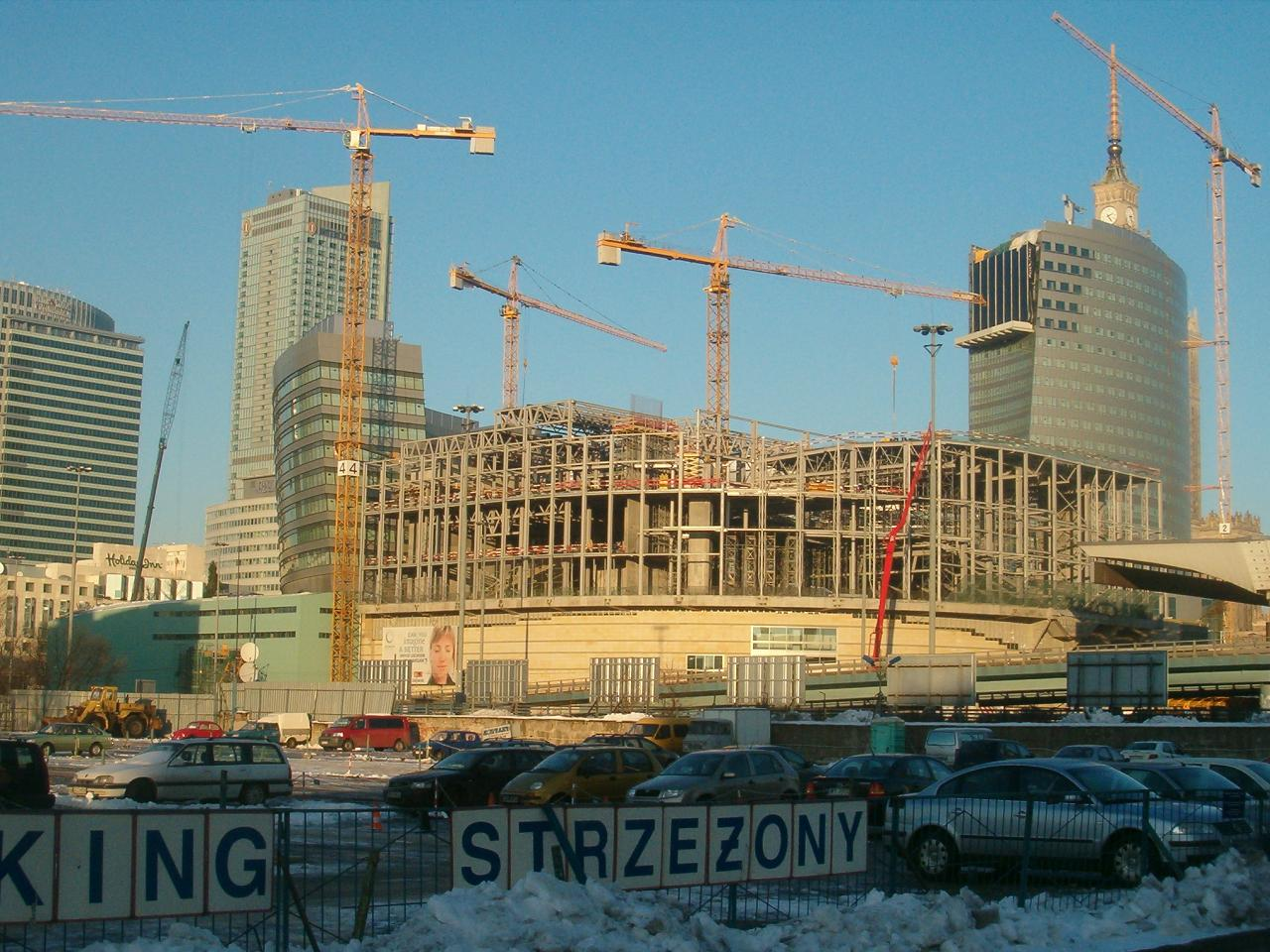
Złote Taras in Warschau
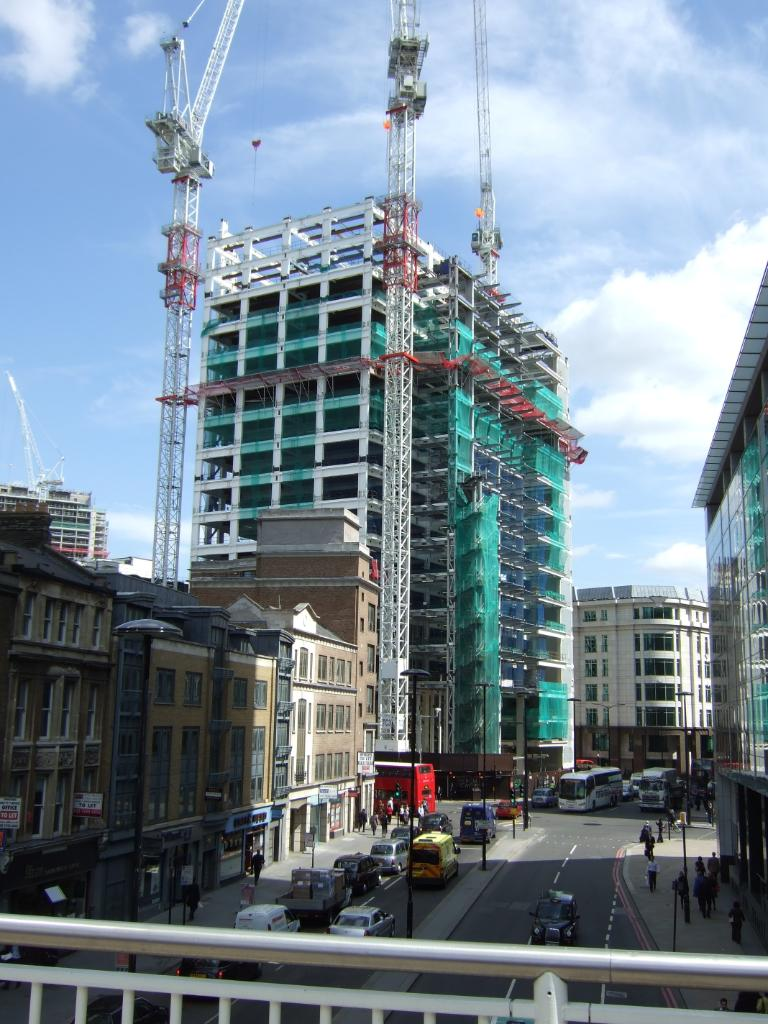
Heron Tower, City of London